# Monaural mini plug
Monaural mini plug（モノラルミニプラグ、タイ語: โมโนมินิปลั๊ก, ทีมงานโมโนมินิ）は、日本のピン・ケーン・プラユック・バンド。2010年結成。ヘブンアーティスト登録アーティスト。

## 概要
2010年、上智大学在学中、電気ピン担当の真保とパーカッション担当の冨樫を中心に、コピーバンドサークル内で結成。当初はロックバンドであったが、様々なジャンルを模索し、2015年ごろタイ音楽へ転向。のちにベース担当の黛、ケーン担当の牛田が加入。演奏を、タイ王国サムットプラーカーン県のテック・ラムプルーン率いるコンプートン楽団およびウタイターニー県のサムルワイ・シアンケーン楽団に師事。
2018年8月22日、P-VINEより初のフルアルバム「Samurai Menkong Activity」をリリース。ミックス・マスタリングをstillichimiyaのYOUNG-Gが手掛けた。
2019年、220Vの発電機を搭載したサウンド・システムをタイから輸入し、同年5月25日に山梨県甲州市のくあはうす神金村で行われたKAMIKANE 3000にて初披露。以降、野外でのライブ出演時には同サウンドシステムを稼働させている。
2019年7月28日、FUJI ROCK FESTIVAL '19出演。
2019年9月29日、タイPPTV Thailandのテレビ番組「เกม1000หน้า ป๋าจัดไป」に出演。かねてより楽曲をカバーしていたチンタラー・プーンラープと共演を果たす。
2020年11月、SEIKOのサブブランド「WIRED」の20周年記念プロモーションムービーに楽曲提供。

## メンバー
- 真保信得（電気ピン）

- 冨樫央（パーカッション）

- 黛敏郎（ベース）

- 牛田歩（ケーン）

上記4名に加え、ライブ等ではしばしばサポートメンバー（1人～5人）を迎えて演奏を行う。

## ディスコグラフィー

### アルバム
- Samurai Menkong Activity（2018年）

## メディア出演

### テレビ
- เกม1000หน้า ป๋าจัดไป（2019年9月29日、PPTV）

### ラジオ
- ON THE PLANET（2018年9月3日、TOKYO FM）[7]

### 雑誌
- a day VOLUME20 ISSUE236「คนสันปก」2020年4月

- DACO 第514号「若手改革者と日本人バンドが語る 「モーラムの魅力」」2020年5月5日[8]